# R-Type
R-Type (Japans: アール・タイプ; Āru Taipu) is een computerspel dat werd ontwikkeld en uitgegeven door het Japanse bedrijf Irem. Het spel kwam uit in 1987 als arcadespel. Een jaar later werd het geschikt gemaakt voor diverse homecomputers. Het spel behoort tot het type horizontale scrolling shooter. De speler is in dit spel de kapitein van een R-9, een ruimteschip met laserkanon en moet een weg banen door organische werelden bewoond door spinachtige wezens.

## Platforms
| Jaar | Platform                                                            |
| ---- | ------------------------------------------------------------------- |
| 1987 | Arcade                                                              |
| 1988 | Atari ST, Commodore 64, MSX, PC-88, SEGA Master System, ZX Spectrum |
| 1989 | Amiga, Amstrad CPC, Sharp X68000                                    |
| 1990 | TurboGrafx-16                                                       |
| 1991 | Game Boy, TurboGrafx CD                                             |
| 2006 | Wii Virtual Console                                                 |
| 2007 | J2ME                                                                |
| 2010 | iPhone                                                              |
| 2011 | Android                                                             |
| 2013 | iPad                                                                |

## Ontvangst
| Beoordeeld door                     | Platform           | Datum            | Score |
| ----------------------------------- | ------------------ | ---------------- | ----- |
| The Video Game Critic               | SEGA Master System | 17 april 2004    | 100%  |
| Pixel-Heroes.de                     | TurboGrafx-16      | oktober 2003     | 100%  |
| ST/Amiga Format                     | Atari ST           | januari 1989     | 96%   |
| Computer and Video Games (CVG)      | ZX Spectrum        | november 1988    | 93%   |
| Video Games                         | TurboGrafx-16      | maart 1991       | 89%   |
| Megablast                           | Game Boy           | 1992             | 83%   |
| Console Obsession                   | iPhone             | 8 september 2010 | 80%   |
| Nintendo Power Magazine             | Game Boy           | april 1991       | 72%   |
| Digital Press - Classic Video Games | TurboGrafx-16      | 10 mei 2005      | 70%   |
| IGN                                 | iPhone             | 26 augustus 2010 | 6%    |

## Trivia
- Het spel is opgenomen in het boek 1001 Video Games You Must Play Before You Die van Tony Mott.